# 総持寺駅

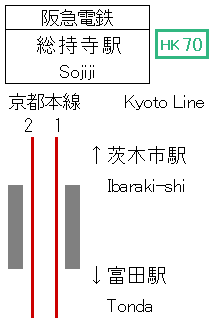
配線図

総持寺駅（そうじじえき）は、大阪府茨木市総持寺駅前町にある、阪急電鉄京都本線の駅。駅番号はHK-70。

## 概要
茨木市内では最も東に位置する駅で、駅から至近距離にある公団住宅・総持寺団地が茨木市のほか高槻市内にも跨っていることから両市内からの利用がある。
長年当駅周辺は競合他社のない阪急の独占区間であったが、2018年にJR西日本が並走するJR京都線内の当駅付近に新駅を開業させたことから利用は減少傾向にあり、乗車人員では2021年度時点でJR総持寺駅が当駅を上回る状態となっている。しかし、依然として阪急線以南を中心とした地元住民の利用があるほか、近年では当駅から2kmほど北側の太田地区に移転してきた追手門学院への阪急沿線からのアクセス手段としての需要も新たに獲得している。

## 歴史

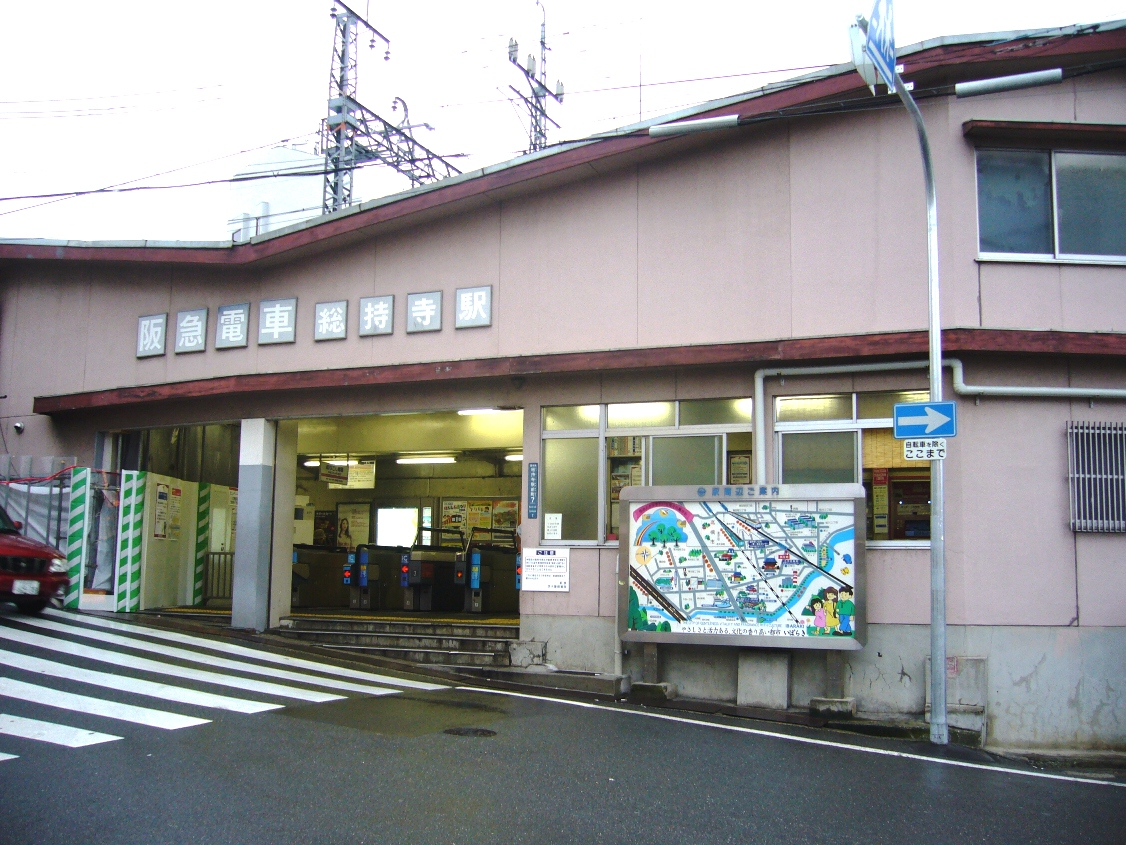
外壁リフォーム前の西口（2006年10月）

阪急京都本線の前身である新京阪鉄道が1928年（昭和3年）に大阪から京都に至る路線を敷いた際には当駅は設けられず、のちに新京阪鉄道を合併した京阪電気鉄道（京阪）によって1936年（昭和11年）に開設された。京阪による総持寺前住宅地の分譲に合わせて新設された駅である。

### 年表
- 1936年（昭和11年）4月15日：京阪電気鉄道新京阪線の茨木町駅（現在の茨木市駅） - 富田町駅（現在の富田駅）間に、総持寺前駅（そうじじまええき）として新設開業[3][4]。
- 1943年（昭和18年）10月1日：会社合併により京阪神急行電鉄（現在の阪急電鉄）の駅となる[3]。
- 1948年（昭和23年）1月1日：総持寺駅に改称[3]。
- 1949年（昭和24年）12月1日：新京阪線が京都本線に改称され、当駅もその所属となる[3]。
- 2013年（平成25年）12月21日：駅ナンバリングが導入され、使用を開始[5][6]。

## 駅構造
相対式ホーム2面2線を有する地上駅。分岐器や絶対信号機を持たないため、停留所に分類される。傾斜面上にあるため、ホームの淡路寄りは盛土上にある。改札口（西改札）はホームよりも下層、上り（京都河原町方面）ホームの淡路寄りにある。下り（大阪梅田方面）ホーム側にも改札口（東改札）はあるが自動券売機は設置されていない。
トイレは京都方面ホームにある。
西改札と上りホーム、東側地上部と下りホーム上の東改札をそれぞれ連絡するエレベーターが設置されている。また、上りホームには多機能トイレが併設されている。

### のりば
| 号線 | 路線      | 方向 | 行先                                       |
| ---- | --------- | ---- | ------------------------------------------ |
| 1    | ■京都本線 | 上り | 高槻市・京都河原町・嵐山方面               |
| 2    | ■京都本線 | 下り | 茨木市・淡路・十三・大阪梅田・天下茶屋方面 |

※実際には構内にのりば番号表記はないが、スマートフォン向けアプリ「阪急沿線ナビ TOKKアプリ」の発車案内機能では、河原町方面が1号線、大阪梅田方面が2号線と表示されている。

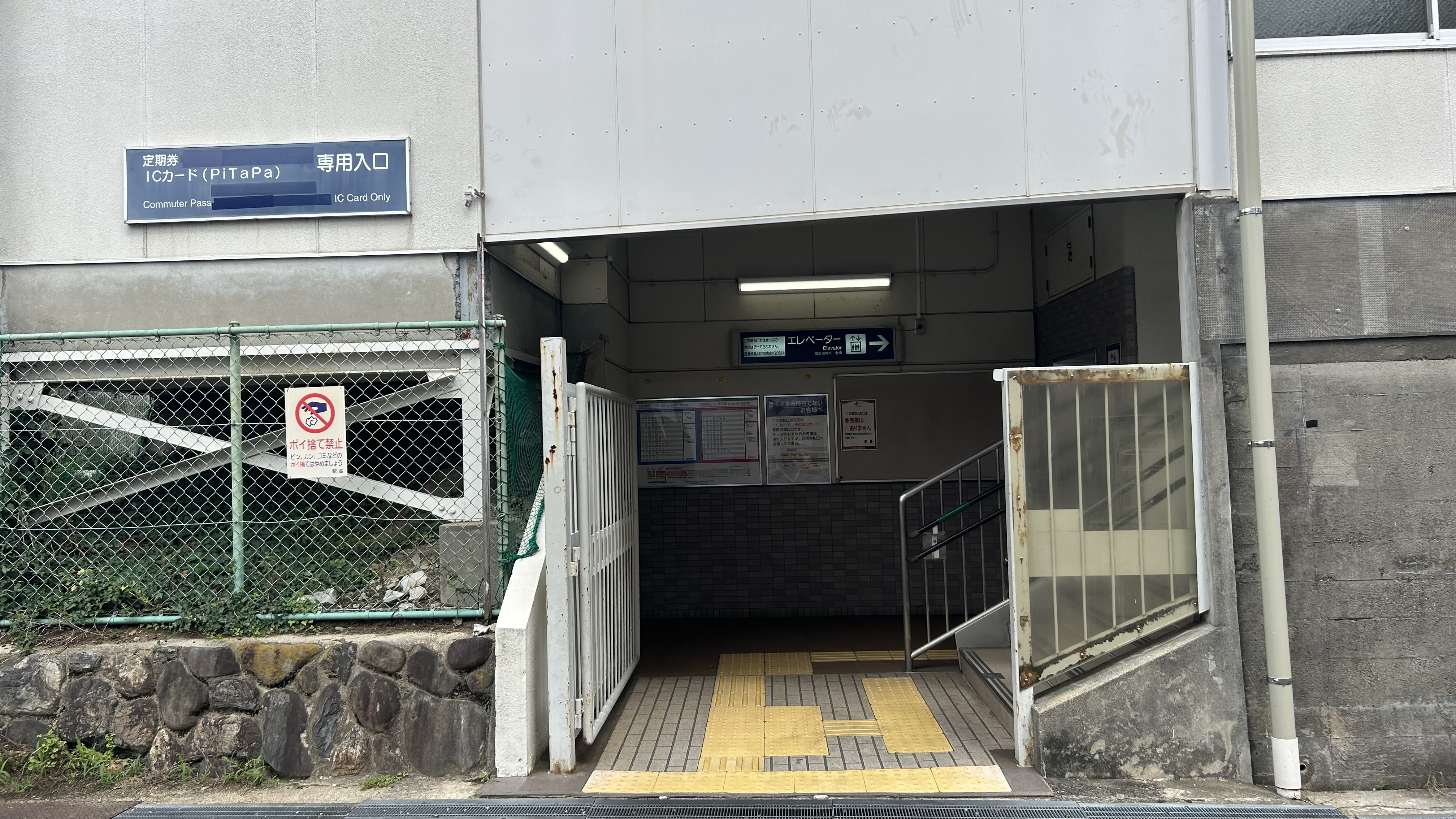
東口（2025年6月）
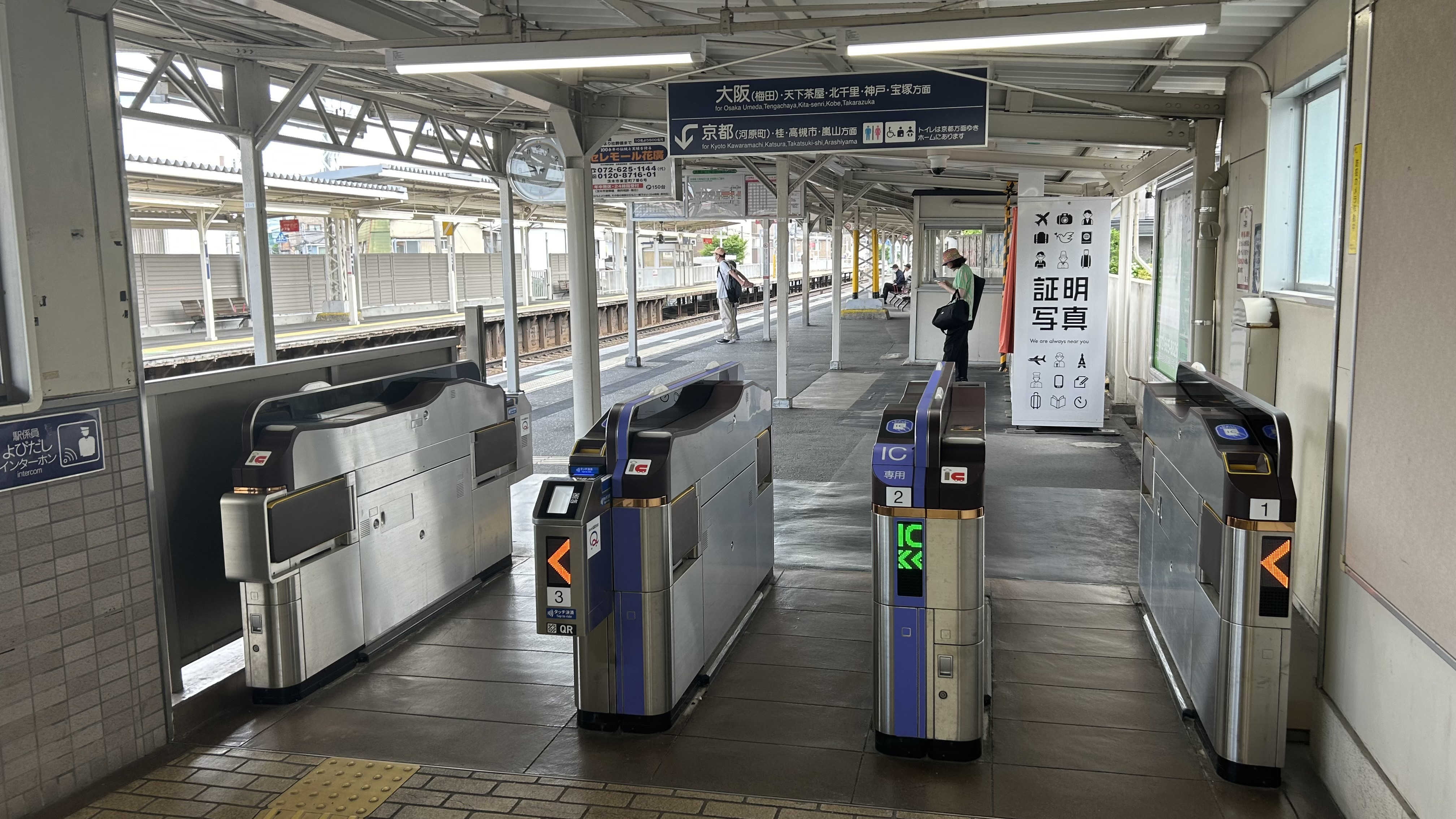
東改札口（2025年6月）
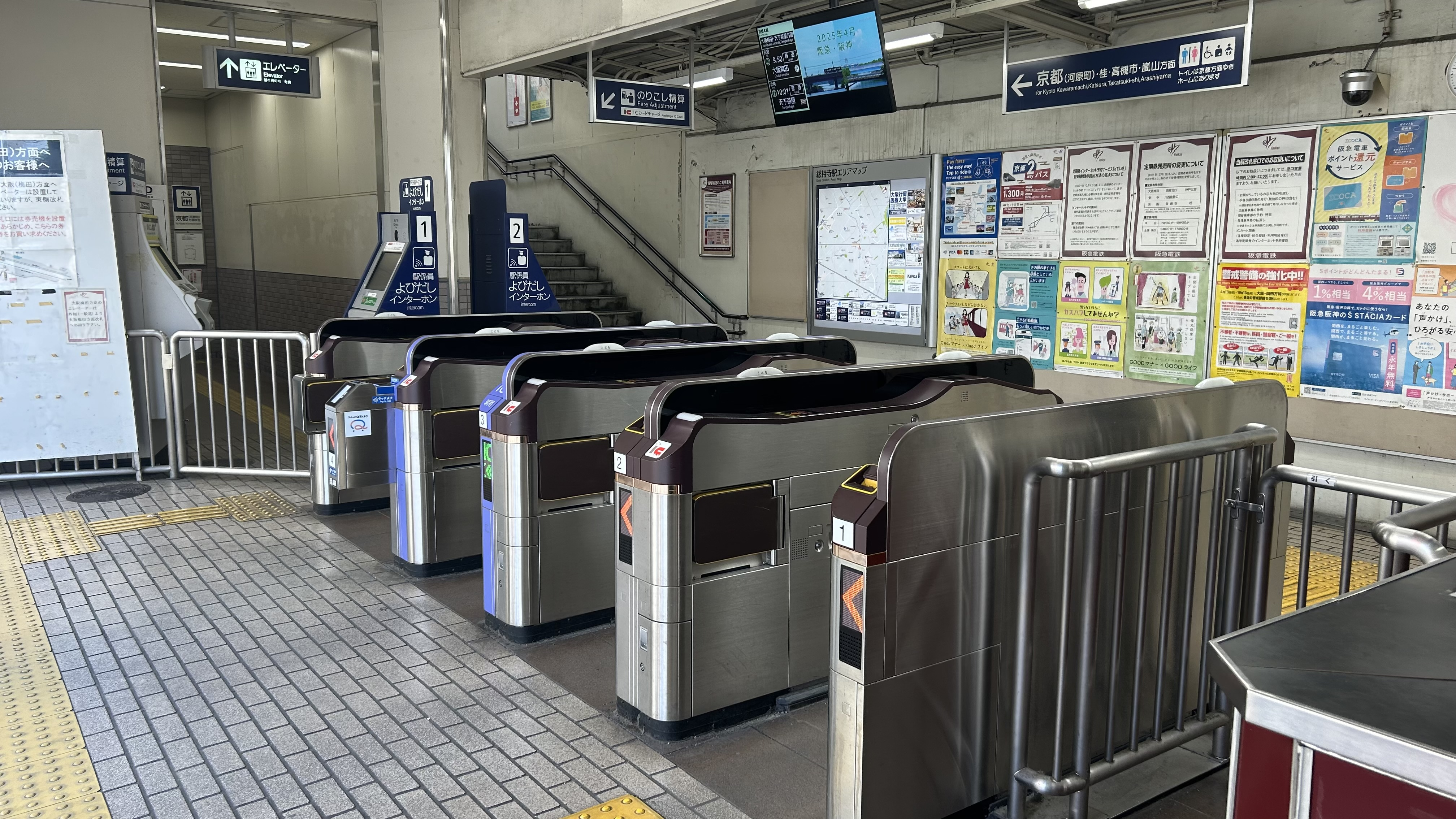
西改札口（2025年6月）
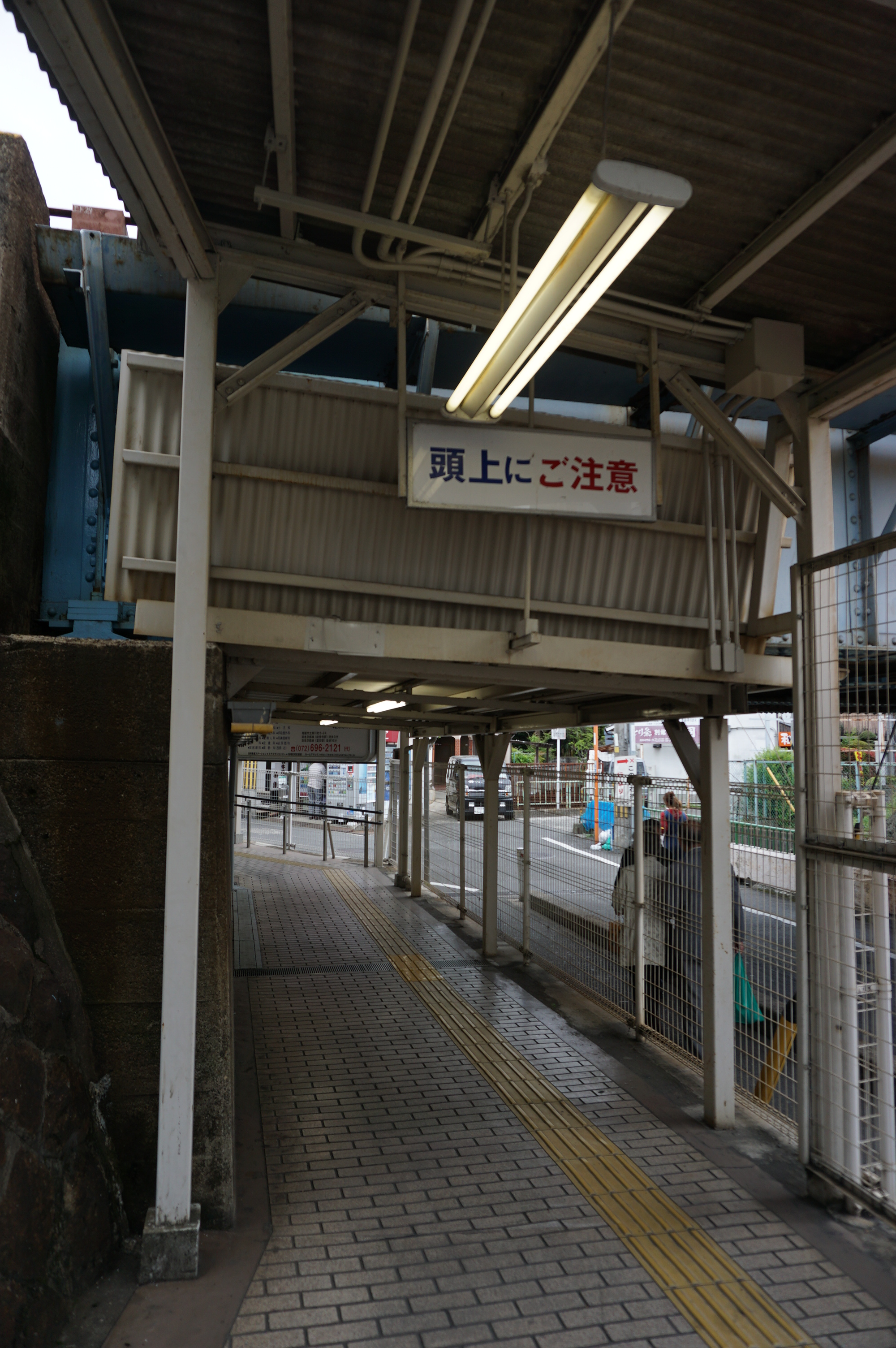
改札内の上下線連絡通路（2018年4月）
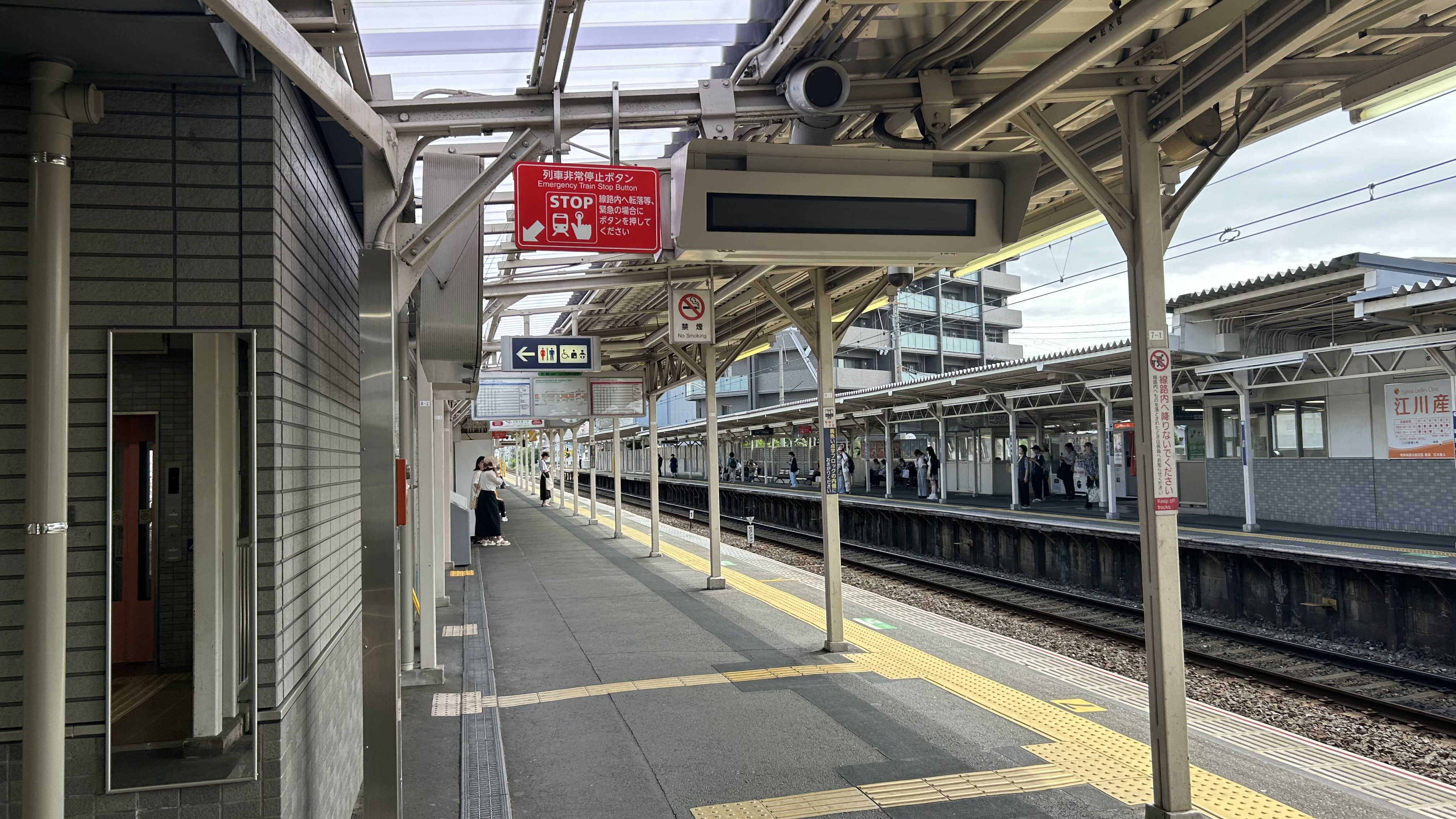
京都方面ホーム（2025年6月）
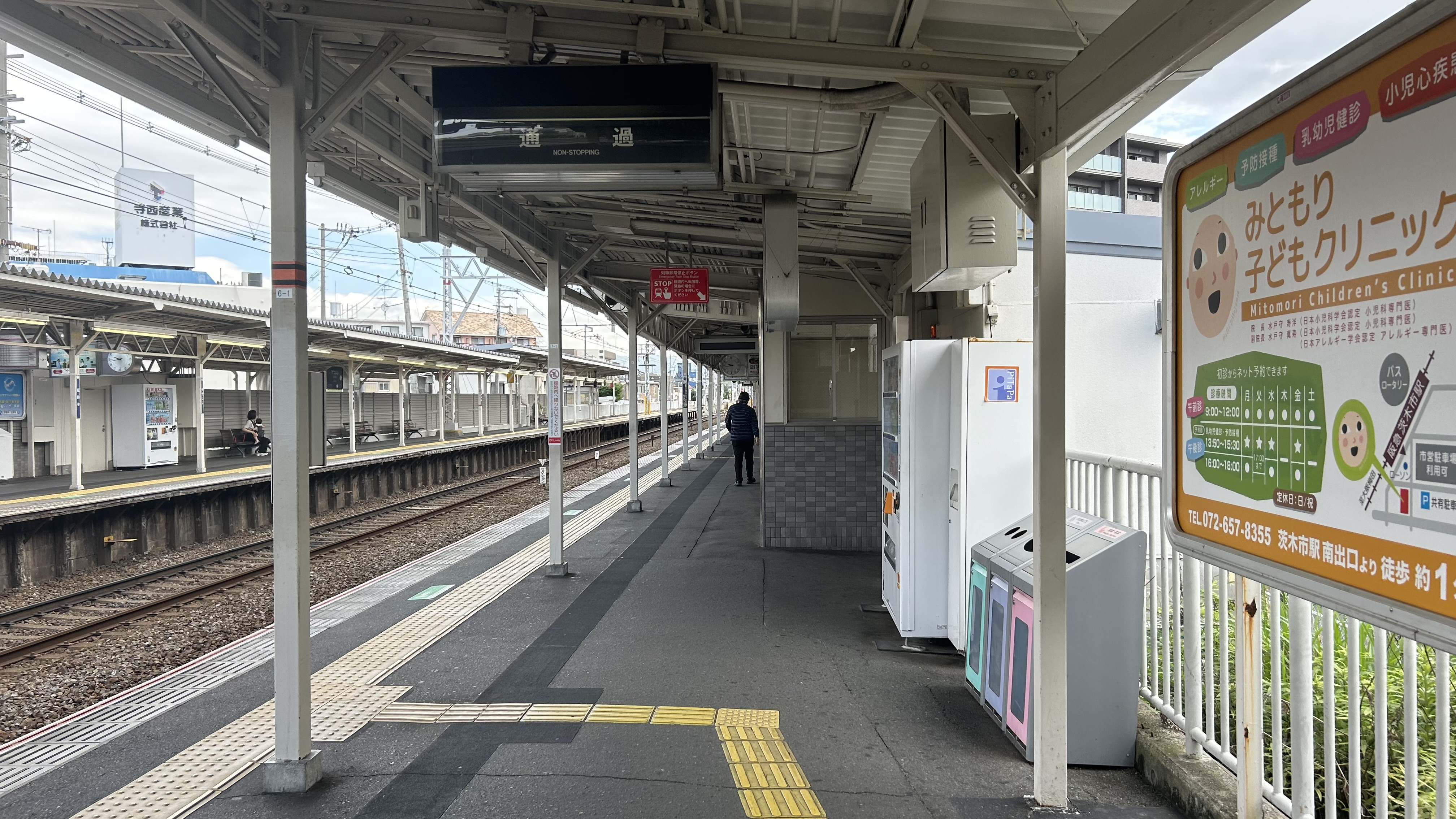
淡路方面ホーム（2025年6月）
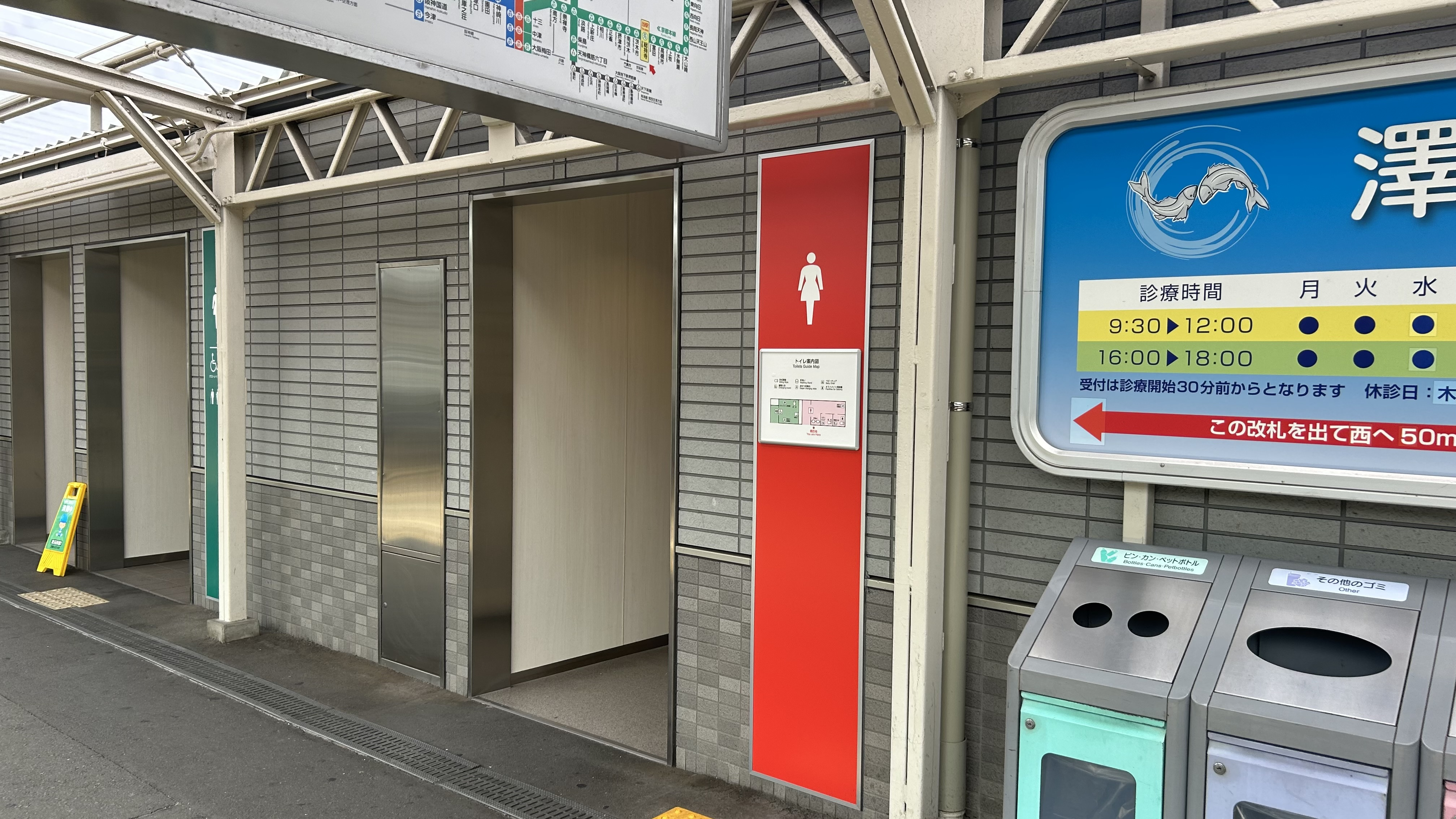
トイレ
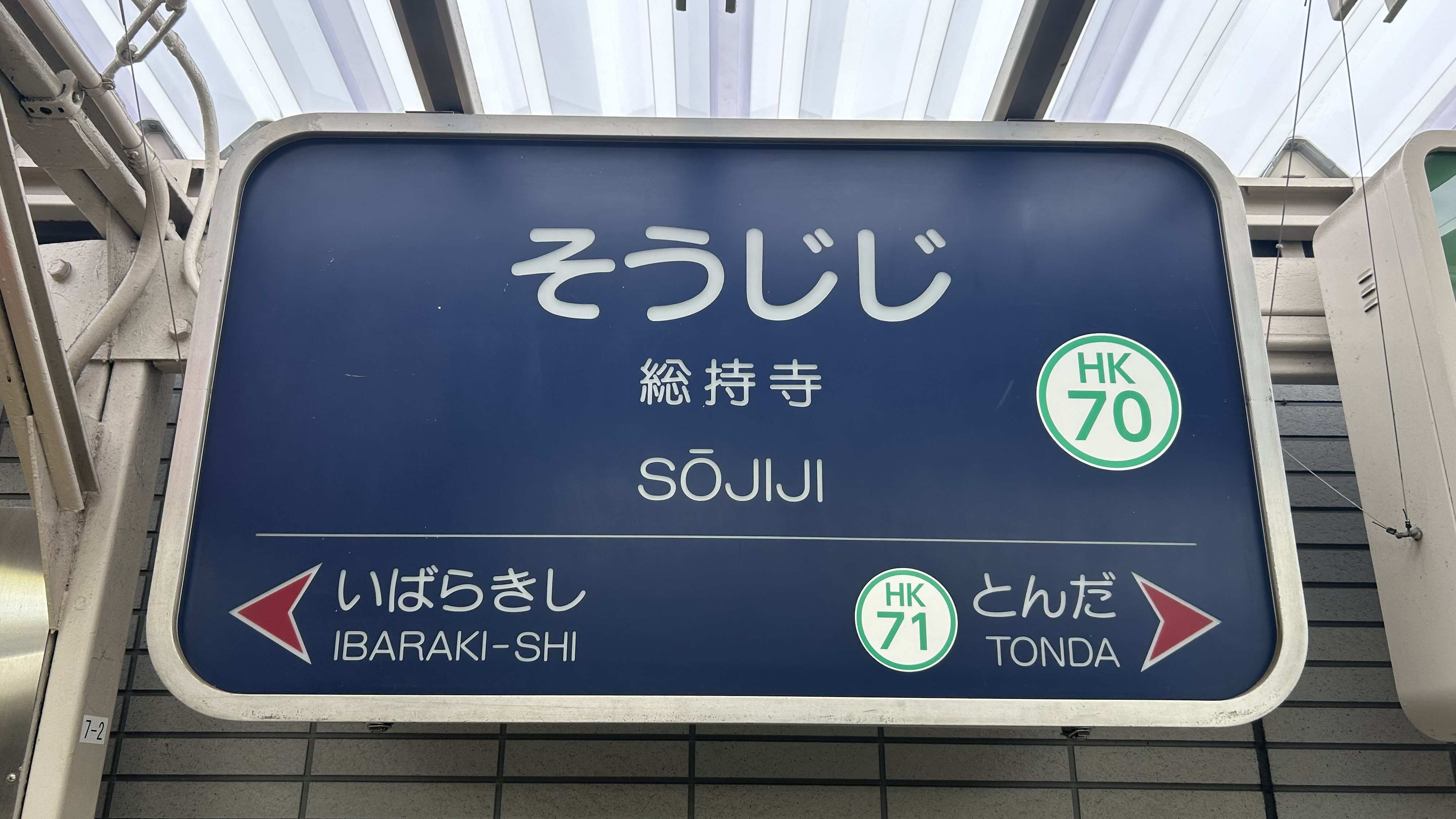
駅名標

## 利用状況
2024年（令和6年）度の1日あたりの通年平均乗降人員は12,493人であり、阪急電鉄全線で58位である（57位＝豊津駅、59位＝洛西口駅）。

### 年次別利用状況
各年次の乗降人員の推移は下表の通り。2015年までは平日限定、2016年以降は通年平均となっている。
| /        | 年次               | 乗車人員 | 降車人員 | 乗降人員 | 順位 | 出典        |
| -------- | ------------------ | -------- | -------- | -------- | ---- | ----------- |
| 平日限定 | 2012年（平成24年） | 9,305    | 8,986    | 18,291   | 48位 | [ 阪急 2 ]  |
| 平日限定 | 2013年（平成25年） | 9,250    | 8,950    | 18,200   | 49位 | [ 阪急 3 ]  |
| 平日限定 | 2014年（平成26年） | 9,353    | 9,056    | 18,409   | 49位 | [ 阪急 4 ]  |
| 平日限定 | 2015年（平成27年） | 9,534    | 9,233    | 18,767   | 49位 | [ 阪急 5 ]  |
| 通年平均 | 2016年（平成28年） | 8,559    | 8,294    | 16,853   | 47位 | [ 阪急 6 ]  |
| 通年平均 | 2017年（平成29年） | -        | -        | 17,154   | 47位 | [ 阪急 7 ]  |
| 通年平均 | 2018年（平成30年） | -        | -        | 14,523   | 57位 | [ 阪急 8 ]  |
| 通年平均 | 2019年（令和元年） | -        | -        | 14,064   | 57位 | [ 阪急 9 ]  |
| 通年平均 | 2020年（令和02年） | -        | -        | 10,842   | 56位 | [ 阪急 10 ] |
| 通年平均 | 2021年（令和03年） | -        | -        | 10,812   | 57位 | [ 阪急 11 ] |
| 通年平均 | 2022年（令和04年） | -        | -        | 11,529   | 58位 | [ 阪急 12 ] |
| 通年平均 | 2023年（令和05年） | -        | -        | 12,208   | 59位 | [ 阪急 13 ] |
| 通年平均 | 2024年（令和06年） | -        | -        | 12,493   | 58位 | [ 阪急 1 ]  |

### 年度別利用状況
各年度の利用状況は下表の通り。
| 年度               | 特定日   | 特定日   | 特定日   | 年間（単位：千人） | 年間（単位：千人） | 出典          | 出典          |
| 年度               | 乗車人員 | 降車人員 | 乗降人員 | 乗車人員           | 降車人員           | 大阪府        | 茨木市        |
| ------------------ | -------- | -------- | -------- | ------------------ | ------------------ | ------------- | ------------- |
| 1966年（昭和41年） | 8,514    |          |          |                    |                    | [ 大阪府 1 ]  |               |
| 1967年（昭和42年） | 10,250   |          |          |                    |                    | [ 大阪府 2 ]  |               |
| 1968年（昭和43年） | 10,072   |          |          |                    |                    | [ 大阪府 3 ]  |               |
| 1969年（昭和44年） | 10,742   |          |          |                    |                    | [ 大阪府 4 ]  |               |
| 1970年（昭和45年） | 11,816   |          |          |                    |                    | [ 大阪府 5 ]  |               |
| 1971年（昭和46年） | 12,119   |          |          |                    |                    | [ 大阪府 6 ]  |               |
| 1972年（昭和47年） | 12,920   |          |          |                    |                    | [ 大阪府 7 ]  |               |
| 1973年（昭和48年） | 12,921   |          |          |                    |                    | [ 大阪府 8 ]  |               |
| 1974年（昭和49年） | 13,311   |          |          |                    |                    | [ 大阪府 9 ]  |               |
| 1975年（昭和50年） | 13,529   |          |          |                    |                    | [ 大阪府 10 ] |               |
| 1976年（昭和51年） | 14,289   |          |          |                    |                    | [ 大阪府 11 ] |               |
| 1977年（昭和52年） | 14,428   |          |          |                    |                    | [ 大阪府 12 ] |               |
| 1978年（昭和53年） | 14,231   |          |          |                    |                    | [ 大阪府 13 ] |               |
| 1979年（昭和54年） | 14,775   |          |          |                    |                    | [ 大阪府 14 ] |               |
| 1980年（昭和55年） | 14,881   |          |          |                    |                    | [ 大阪府 15 ] |               |
| 1981年（昭和56年） | 14,320   |          |          |                    |                    | [ 大阪府 16 ] |               |
| 1982年（昭和57年） | 14,127   | 14,300   | 28,427   |                    |                    | [ 大阪府 17 ] |               |
| 1983年（昭和58年） | 13,665   | 13,391   | 27,056   |                    |                    | [ 大阪府 18 ] |               |
| 1984年（昭和59年） | 13,696   | 13,126   | 26,822   |                    |                    | [ 大阪府 19 ] |               |
| 1985年（昭和60年） | 15,369   | 13,242   | 28,611   |                    |                    | [ 大阪府 20 ] |               |
| 1986年（昭和61年） | 13,853   | 12,660   | 26,513   |                    |                    | [ 大阪府 21 ] |               |
| 1987年（昭和62年） | 14,464   | 13,950   | 28,414   |                    |                    | [ 大阪府 22 ] |               |
| 1988年（昭和63年） | 13,912   | 12,712   | 26,624   |                    |                    | [ 大阪府 23 ] |               |
| 1989年（平成元年） |          |          |          |                    |                    | [ 大阪府 24 ] |               |
| 1990年（平成02年） | 12,836   | 13,681   | 26,517   |                    |                    | [ 大阪府 25 ] |               |
| 1991年（平成03年） |          |          |          |                    |                    | [ 大阪府 26 ] |               |
| 1992年（平成04年） | 11,704   | 12,232   | 23,936   |                    |                    | [ 大阪府 27 ] |               |
| 1993年（平成05年） |          |          |          |                    |                    | [ 大阪府 28 ] |               |
| 1994年（平成06年） |          |          |          |                    |                    | [ 大阪府 29 ] |               |
| 1995年（平成07年） | 12,656   | 12,424   | 25,080   |                    |                    | [ 大阪府 30 ] |               |
| 1996年（平成08年） | 12,818   | 12,950   | 25,768   |                    |                    | [ 大阪府 31 ] |               |
| 1997年（平成09年） | 13,162   | 13,438   | 26,600   |                    |                    | [ 大阪府 32 ] |               |
| 1998年（平成10年） | 12,489   | 12,786   | 25,275   |                    |                    | [ 大阪府 33 ] |               |
| 1999年（平成11年） |          |          |          |                    |                    | [ 大阪府 34 ] |               |
| 2000年（平成12年） | 12,030   | 11,654   | 23,684   |                    |                    | [ 大阪府 35 ] |               |
| 2001年（平成13年） | 11,717   | 11,437   | 23,154   |                    |                    | [ 大阪府 36 ] |               |
| 2002年（平成14年） | 11,499   | 11,231   | 22,730   |                    |                    | [ 大阪府 37 ] |               |
| 2003年（平成15年） | 10,921   | 10,684   | 21,605   |                    |                    | [ 大阪府 38 ] |               |
| 2004年（平成16年） | 10,306   | 10,706   | 21,012   |                    |                    | [ 大阪府 39 ] |               |
| 2005年（平成17年） | 10,639   | 10,564   | 21,203   |                    |                    | [ 大阪府 40 ] |               |
| 2006年（平成18年） | 9,609    | 9,651    | 19,260   |                    |                    | [ 大阪府 41 ] |               |
| 2007年（平成19年） | 9,709    | 9,630    | 19,339   |                    |                    | [ 大阪府 42 ] |               |
| 2008年（平成20年） | 9,384    | 9,346    | 18,730   | 3,926              | 3,855              | [ 大阪府 43 ] | [ 茨木市 1 ]  |
| 2009年（平成21年） | 8,798    | 8,831    | 17,629   | 3,643              | 3,623              | [ 大阪府 44 ] | [ 茨木市 1 ]  |
| 2010年（平成22年） | 8,860    | 9,044    | 17,904   | 3,454              | 3,478              | [ 大阪府 45 ] | [ 茨木市 1 ]  |
| 2011年（平成23年） | 8,806    | 8,968    | 17,774   | 3,577              | 3,631              | [ 大阪府 46 ] | [ 茨木市 1 ]  |
| 2012年（平成24年） | 8,677    | 8,942    | 17,619   | 3,535              | 3,564              | [ 大阪府 47 ] | [ 茨木市 1 ]  |
| 2013年（平成25年） | 8,870    | 9,068    | 17,938   | 3,557              | 3,604              | [ 大阪府 48 ] | [ 茨木市 2 ]  |
| 2014年（平成26年） | 8,863    | 9,171    | 18,034   | 3,645              | 3,651              | [ 大阪府 49 ] | [ 茨木市 3 ]  |
| 2015年（平成27年） | 8,964    | 9,280    | 18,244   | 3,872              | 3,898              | [ 大阪府 50 ] | [ 茨木市 4 ]  |
| 2016年（平成28年） | 9,189    | 9,541    | 18,730   | 3,646              | 3,702              | [ 大阪府 51 ] | [ 茨木市 5 ]  |
| 2017年（平成29年） | 9,153    | 9,603    | 18,756   | 3,781              | 3,855              | [ 大阪府 52 ] | [ 茨木市 6 ]  |
| 2018年（平成30年） | 7,242    | 7,680    | 14,922   | 3,746              | 3,861              | [ 大阪府 53 ] | [ 茨木市 7 ]  |
| 2019年（令和元年） | 8,373    | 8,261    | 16,634   | 2,973              | 3,082              | [ 大阪府 54 ] | [ 茨木市 8 ]  |
| 2020年（令和02年） | 7,215    | 7,124    | 14,339   | 2,338              | 2,462              | [ 大阪府 55 ] | [ 茨木市 9 ]  |
| 2021年（令和03年） | 7,229    | 7,116    | 14,345   | 2,494              | 2,629              | [ 大阪府 56 ] | [ 茨木市 10 ] |
| 2022年（令和04年） | 7,040    | 6,956    | 13,996   | 2,711              | 2,883              | [ 大阪府 57 ] | [ 茨木市 11 ] |
| 2023年（令和05年） | 7,281    | 7,230    | 14,511   | 2,671              | 2,841              | [ 大阪府 58 ] | [ 茨木市 12 ] |

## 駅周辺
駅前は南東側は商店街で、その先には総持寺団地がある。駅の北側は閑静な住宅地であり、その先に総持寺がある。
北西側にはかつてはフジテックの本社があり、赤と白のエレベーター試験塔（高さ150メートル）が見え、遠くからも方向を示すランドマークになっていたが、2006年（平成18年）3月31日限りで本社は滋賀県彦根市に移転した。
移転後はフジテックの研修施設が残り、試験塔は2008年（平成20年）9月下旬から同年12月末にかけて解体された。研修施設も本社に移転し、アフターマーケットの拠点となる「ビッグフィット」が新たに設けられた。
フジテック旧本社跡地は東海道本線（JR京都線）沿いにあることから、西日本旅客鉄道（JR西日本）はこの地にJR総持寺駅を新設することを計画。2018年（平成30年）3月17日に開業した。またこれと並行して、周辺地区の整備やマンション3棟の建設なども進められている。
- 西日本旅客鉄道（JR西日本）東海道本線（JR京都線）JR総持寺駅（徒歩7分）
- 総持寺（西国三十三所第22番札所）
- 茨木市立庄栄図書館
- 茨木市立庄栄小学校
- 茨木市立庄栄幼稚園
- 総持寺いのち・愛・ゆめセンター
- 大阪行岡医療大学（旧：行岡リハビリテーション専門学校）
- 茨木庄郵便局
- 高槻富田西郵便局
- 医療法人清風会茨木病院
- 医療法人仙養会北摂総合病院
- ジャパン総持寺駅前店
- フレスコ総持寺店
- 阪急オアシス総持寺店
- 食品館アプロ総持寺店
- 追手門学院中学校・高等学校[注 1]
- 追手門学院大学　総持寺キャンパス[注 1]

## 隣の駅
阪急電鉄
■京都本線
■快速特急・■特急・■通勤特急・■準特急・■急行・■準急
通過
■普通
茨木市駅 (HK-69) - 総持寺駅 (HK-70) - 富田駅 (HK-71)

### 記事本文